# 戈代戈堡
戈代戈堡（義大利語：Castello di Godego）是意大利威尼托大区特雷维索省的一个市镇。总面积17.98平方公里，人口7087人，人口密度394.2人/平方公里（2009年）。国家统计（ISTAT）代码为026013。

## 友好城市
- 義大利博韦斯
- 法國圣皮埃尔堡